# Alfred Clifford
Alfred Clifford   (Saint Louis, 11 de juliol de 1908 - Nova Orleans, 27 de desembre de 1992), conegut pels seus col·legues com Al Clifford o AH Clifford, va ser un matemàtic estatunidenc.

## Vida i obra
Tot i haver nascut a Saint Louis (Missouri), va passar la major part de la seva infància a Califòrnia. Va començar els seus estudis universitaris a la Universitat Yale on es va graduar en matemàtiques el 1929; després els va continuar a l'Institut Tecnològic de Califòrnia on va començar la recerca sota la direcció d'Eric Temple Bell i Morgan Ward. Va defensar la tesi doctoral el 1933 i, després, va ser membre de l'Institut d'Estudis Avançats de Princeton, fins al 1938, essent assistent de Hermann Weyl.
El 1938, va ser contractat com a professor de matemàtiques a l'Institut de Tecnologia de Massachusetts, on va començar a escriure escriure els seus primers articles sobre semigrups. El 1942 va ser mobilitzat per la Segona Guerra Mundial i no va ser desmobilitzat fins al 1948, quan va passar a ser professor associat a la Universitat Johns Hopkins; anys després (1950-1952) va tornar a l'exèrcit per a la Guerra de Corea. El 1955, Clifford va deixar Johns Hopkins i es va traslladar a Nova Orleans com a cap del Departament de Matemàtiques del Sophie Newcomb College de la Universitat Tulane, on va romandre fins al final de la seva carrera universitària.
Clifford és recordat com un especialista en la teoria de semigrups. El seu llibre The Algebraic Theory of Semigroups (Vol 1 1961) (Vol 2 1967), escrit conjuntament amb Gordon Preston, es considera el primer estudi sistemàtic dels semigrups.